# ホームパーティー商法
ホームパーティー商法（ホームパーティーしょうほう）とは、業者が消費者宅でホームパーティーを開いて、ホームパーティーに参加した人に対して何らかの契約をさせようとすることをいう。
「お宅でホームパーティーを開かせて欲しい。料理の材料は、当方で用意する」または「無料の料理講習会を開かせて欲しい」などと言ってイベントを行い、参加者に高価な調理器具（鍋・フライパンのセット）の購入を勧めることが多い。調理器具メーカーによって行なわれるが、場合によってはマルチ商法のリクルート活動である場合もある。
この商法は訪問販売のため、特定商取引法に基づいてクーリングオフできる場合がある。